# پادواقع‌گرایی
در فلسفه تحلیلی، پادواقع‌گرایی، ضد واقع‌گرایی یا ضد رئالیسم موضعی است که انواع مختلفی از جمله زمینه‌های متافیزیکی، ریاضیاتی، معنایی، علمی، اخلاقی و معرفتی را در بر می‌گیرد. این اصطلاح اولین بار توسط فیلسوف بریتانیایی مایکل دامت در استدلالی علیه نوعی رئالیسم بیان شد که دامت آن را «تقلیل‌گرایی بی‌رنگ» می‌دانست.
در ضد رئالیسم، صدق یک گزاره بر اثبات پذیری آن از طریق مکانیسم‌های منطق درونی، مانند اصل بافت و زمینه (context principle) یا منطق شهودی استوار است و در تقابل مستقیم با این واقع‌گرایی قرار دارد. در ضد رئالیسم این واقعیت بیرونی فرضیه‌ای (hypothetical) است و مفروض (assumed) نیست.
ضد واقع گرایی در کلی‌ترین معنای آن را می‌توان در تقابل با یک رئالیسم عمومی دانست که معتقد است اشیاء متمایز از یک موضوع وجود دارند و دارای ویژگی‌هایی مستقل از باورها و طرح‌های مفهومی فرد هستند. روش‌هایی که ضد واقع گرایی این نوع ادعاها را رد می‌کند، می‌تواند به‌طور چشمگیری متفاوت باشد. از آنجا که این شامل گزاره‌هایی است که شامل اشیاء ایدئال انتزاعی (یعنی اشیاء ریاضی) می‌شود، ضد واقع گرایی ممکن است در طیف وسیعی از موضوعات فلسفی، از اشیاء مادی گرفته تا نهادهای نظری علم، بیانیه‌های ریاضی، حالات ذهنی، رویدادها و فرایندها، گذشته و آینده را شامل و دیده شود.

### استنادات درون‌خطی
1. ↑  Realism (1963) p. 145
2. ↑  Realism (1963) p. 146
3. ↑  Truth (1959) p. 24 (postscript)
4. ↑  Blackburn, Simon ([2005] 2008). "realism/anti-realism," The Oxford Dictionary of Philosophy, 2nd ed. revised, pp. 308–9. Oxford.
5. ↑  Miller, Alexander (2019),  Zalta, Edward N. (ed.), "Realism", The Stanford Encyclopedia of Philosophy (Winter 2019 ed.), Metaphysics Research Lab, Stanford University, retrieved 2021-09-28
6. ↑  Realism (1963) pp. 147–8